# طريق 30 (الأردن)
الطريق السريع 30 هو طريق سريع بين الشرق والغرب في الأردن. يبدأ من حدود السعودية في مركز حدود العمري ويربطه بالزرقاء وعمان. ثم يستمر في المرور غربًا عبر السلط وينتهي في الطرف الغربي من البلاد على الطريق 65.

## وصلات خارجية
- خط سير الرحلة على خرائط جوجل.